# Liste der Kulturdenkmale in Mannsdorf (Döbeln)
In der Liste der Kulturdenkmale in Mannsdorf sind die Kulturdenkmale des Döbelner Ortsteils Mannsdorf verzeichnet, die bis September 2024 vom Landesamt für Denkmalpflege Sachsen erfasst wurden (ohne archäologische Kulturdenkmale). Die Anmerkungen sind zu beachten.
Diese Aufzählung ist eine Teilmenge der Liste der Kulturdenkmale in Döbeln.

## Mannsdorf
| Bild                                    | Bezeichnung                                                                                    | Lage                          | Datierung                                                             | Beschreibung | ID       |
| --------------------------------------- | ---------------------------------------------------------------------------------------------- | ----------------------------- | --------------------------------------------------------------------- | --- | -------- |
| Direkt Bild zu diesem Denkmal hochladen | Wohnstallhaus, Seitengebäude mit Schauer, Scheune, Keller neben der Scheune und Hofpflasterung | Am Bärental 1 (Karte)         | 1852 datiert (Wohnstallhaus); 2. Hälfte 19. Jahrhundert (Dreiseithof) | Einer der wenigen sehr gut erhaltenen Bauernhöfe des Dorfes von baugeschichtlicher, kulturgeschichtlicher und ortsgeschichtlicher Bedeutung. - Wohnstallhaus: Erdgeschoss massiv, Obergeschoss Fachwerk, Satteldach - Seitengebäude: Erdgeschoss massiv mit Schauer, Obergeschoss Fachwerk, Satteldach - Scheune: Fachwerkbau, großes Holztor - daneben Keller - Hofpflasterung | 09207542 |
| Direkt Bild zu diesem Denkmal hochladen | Wohnstallhaus und Scheune eines Dreiseithofes                                                  | Mannsdorfer Straße 31 (Karte) | Um 1800 (Gärtneranwesen); um 1840 (Scheune)                           | Landschaftstypische Fachwerkgebäude einer ehemaligen Gartennahrung, von heimat- und baugeschichtlicher Bedeutung | 09307533 |

## Tabellenlegende
- Bild: Bild des Kulturdenkmals, ggf. zusätzlich mit einem Link zu weiteren Fotos des Kulturdenkmals im Medienarchiv Wikimedia Commons. Wenn man auf das Kamerasymbol klickt, können Fotos zu Kulturdenkmalen aus dieser Liste hochgeladen werden:
- Bezeichnung: Denkmalgeschützte Objekte und ggf. Bauwerksname des Kulturdenkmals
- Lage: Straßenname und Hausnummer oder Flurstücknummer des Kulturdenkmals. Die Grundsortierung der Liste erfolgt nach dieser Adresse. Der Link (Karte) führt zu verschiedenen Kartendiensten mit der Position des Kulturdenkmals. Fehlt dieser Link, wurden die Koordinaten noch nicht eingetragen. Sind diese bekannt, können sie über ein Tool mit einer Kartenansicht einfach nachgetragen werden. In dieser Kartenansicht sind Kulturdenkmale ohne Koordinaten mit einem roten bzw. orangen Marker dargestellt und können durch Verschieben auf die richtige Position in der Karte mit Koordinaten versehen werden. Kulturdenkmale ohne Bild sind an einem blauen bzw. roten Marker erkennbar.
- Datierung: Baubeginn, Fertigstellung, Datum der Erstnennung oder grobe zeitliche Einordnung entsprechend des Eintrags in der sächsischen Denkmaldatenbank
- Beschreibung: Kurzcharakteristik des Kulturdenkmals entsprechend des Eintrags in der sächsischen Denkmaldatenbank, ggf. ergänzt durch die dort nur selten veröffentlichten Erfassungstexte oder zusätzliche Informationen
- ID: Vom Landesamt für Denkmalpflege Sachsen vergebene, das Kulturdenkmal eindeutig identifizierende Objekt-Nummer. Der Link führt zum PDF-Denkmaldokument des Landesamtes für Denkmalpflege Sachsen. Bei ehemaligen Kulturdenkmalen können die Objektnummern unbekannt sein und deshalb fehlen bzw. die Links von aus der Datenbank entfernten Objektnummern ins Leere führen. Ein ggf. vorhandenes Icon  führt zu den Angaben des Kulturdenkmals bei Wikidata.